# Leo Ōsaki
Leo Ōsaki (大﨑 玲央 Ōsaki Leo?, Tokio, 8 de julio de 1991) es un futbolista japonés que juega como defensa en el Hokkaido Consadole Sapporo de la J2 League.

## Trayectoria

### Clubes
| Club                       | País                   | Año       |
| -------------------------- | ---------------------- | --------- |
| Carolina RailHawks         | Estados Unidos         | 2014-2015 |
| Yokohama FC                | Japón                  | 2016      |
| Tokushima Vortis           | Japón                  | 2017-2018 |
| Vissel Kobe                | Japón                  | 2018-2023 |
| Emirates Club              | Emiratos Árabes Unidos | 2024      |
| Hokkaido Consadole Sapporo | Japón                  | 2024-     |

## Palmarés

### Títulos nacionales
| Título             | Club        | País  | Año  |
| ------------------ | ----------- | ----- | ---- |
| Copa del Emperador | Vissel Kobe | Japón | 2019 |
| Supercopa de Japón | Vissel Kobe | Japón | 2020 |
| J1 League          | Vissel Kobe | Japón | 2023 |